# Église Sainte-Marie de Wiedenbrück

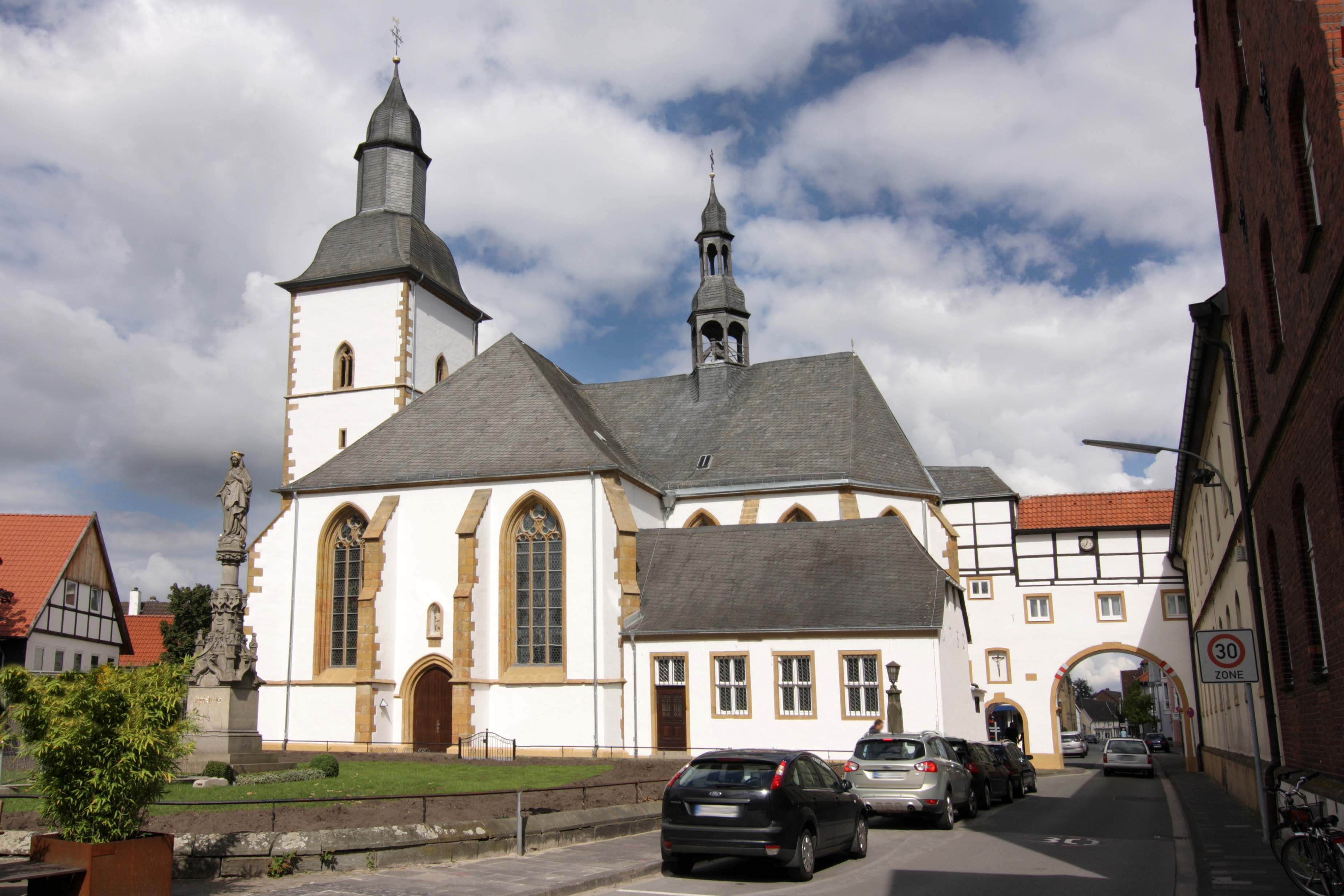
Vue de l'église Sainte-Marie reliée au couvent par un arc

L'église Sainte-Marie est une église de Wiedenbrück en Allemagne, bourgade appartenant à la commune urbaine de Rheda-Wiedenbrück en Westphalie. Elle est placée sous le double patronage de la Vierge Marie et ensuite de sainte Ursule. L'église dépend de la paroisse catholique Saint-Ægide de Wiedenbrück. Elle dessert le couvent franciscain de Wiedenbrück construit au XVIIe siècle.

## Historique

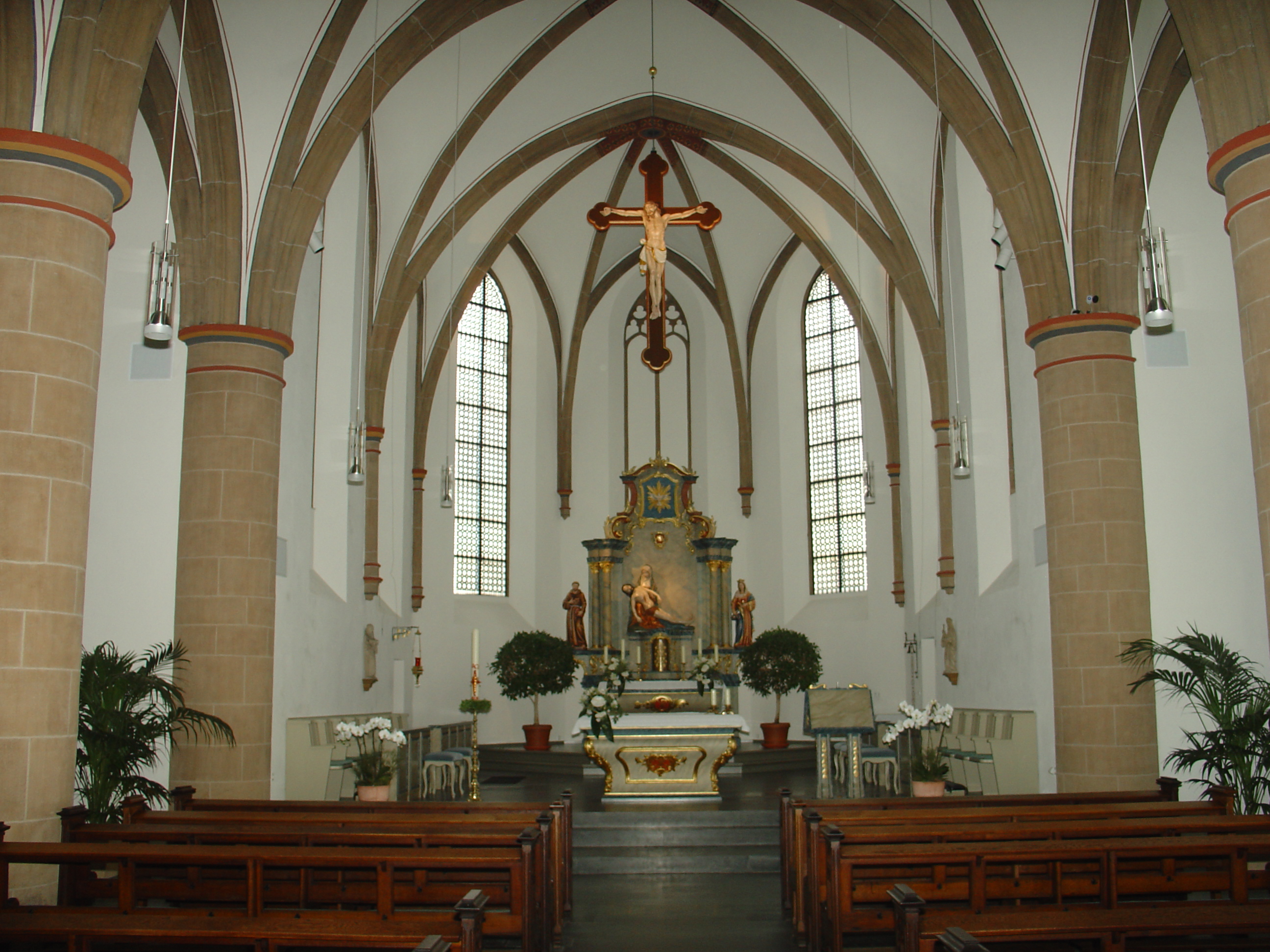
Intérieur de l'église avec le retable représentant la Vierge de Pitié

L'église actuelle est construite en 1470 sur les restes d'une église romane construite au XIIe siècle. Elle est de style gothique tardif et forme d'église-halle à trois petites nefs. Elle mesure 19m sur 13m est elle est plus large que longue. L'église sert aux jésuites au XVIIe siècle et, quelques années plus tard en 1644, elle est confiée par le prince-évêque d'Osnabrück, Mgr von Wartenberg, aux franciscains qui la desservent toujours aujourd'hui. Leur couvent est relié à l'église par un arc au-dessus de la rue.
La chapelle de la confession et la sacristie datent de 1740. Entre 1940 et 1942, les cloches de bronze des églises de la région sont réquisitionnées par les autorités gouvernementales pour l'industrie de défense. Seule la plus petite cloche de l'église datant de 1645 échappe à la réquisition. C'est la seule cloche d'église subsistant actuellement à Wiedenbrück depuis la fin de la guerre.
L'intérieur de l'église est restauré en 2008 et l'extérieur en 2010.

## Intérieur
La petite église, plus large que longue, abrite une Vierge de Pitié au retable du maître-autel qui date de 1500 environ. Elle est l'objet d'un pèlerinage en mai et en octobre.
L'autel latéral sud dédié à la Vierge Marie par les jésuites date de 1628. L'autel nord de 1645 est dédié à sainte Anne. Le chemin de croix de 1911-1912 est l'œuvre d'Heinrich Repke, membre de l'école de Wiedenbrück (de).
L'orgue de vingt-deux registres datant de 1895 est issu de la maison Friedrich Fleiter (de Münster).

## Source
- (de) Cet article est partiellement ou en totalité issu de l’article de Wikipédia en allemand intitulé « St. Marien (Wiedenbrück) » (voir la liste des auteurs).